# だろめおん
だろめおんは、日本の漫画家およびイラストレーター。男性。

## 来歴・人物
ニコニコ動画にて、雑談をしながら集合絵を中心に絵描きをしていたいわゆる絵師であった。
5歳から19歳までアメリカで暮らしていた帰国子女であるため、英語が得意。美大出身でアニメを専攻しており、漫画家を目指し山田玲司のアシスタントも経験している。ニコニコ動画のニコニコ漫画にて『けちゃっぷ忍者』を連載し漫画家デビュー。小学館のWEBサイト裏サンデー及びスマートフォンアプリ、マンガワンにて『ケンガンアシュラ』（原作：サンドロビッチ・ヤバ子）の続編、『ケンガンオメガ』を連載している。
年齢未公表であるが山田のもとで8年アシスタントを経験したため遅咲きのデビューと語っている。山田からは「どら」、「イニシャルD」と呼ばれている。読者からの主な愛称は、だろさん、だろ先生など。
ペンネーム、ニックネームは学生時代に個性的なドラえもんの絵を描き、パロディゲームを製作していたことに由来しており、”DORAEMON”のアナグラムとなっている。

## 作品リスト
- けちゃっぷ忍者（『ニコニコ漫画』2011年1月24日 - 2012年2月24日）
- 『ケンガンアシュラ』小学館〈裏少年サンデーコミックス〉全27巻（原作：サンドロビッチ・ヤバ子、『裏サンデー』2012年4月18日 - 2018年8月9日）
  - 『ケンガンオメガ』小学館〈裏少年サンデーコミックス〉既刊29巻（原作：サンドロビッチ・ヤバ子、『裏サンデー』2019年1月17日[5] - 連載中）

## 外部サイト
- だろめおん (@daromeon) - X（旧Twitter）